# Erwin Josef Ender
Pour les articles homonymes, voir Ender.
Erwin Josef Ender (7 septembre 1937 - 19 décembre 2022) est un prélat allemand de l'Église catholique qui a fait sa carrière au service diplomatique du Saint-Siège. Il est archevêque et a le rang de nonce depuis 1990.

## Biographie
Erwin Josef Ender est né le 7 septembre 1937 à Steingrund dans la province de Basse-Silésie. Il y passe son enfance jusqu'à la fin de la Seconde Guerre mondiale, lorsque la région est rattachée à la Pologne. La population allemande de Silésie est déplacée et, à partir de 1945, sa famille vit à Lüdinghausen en Rhénanie-du-Nord-Westphalie.
Séminariste, Ender étudie la philosophie et la théologie à la Université westphalienne Guillaume de Münster de Münster, puis à l'Université pontificale grégorienne et au Collegium Germanicum à Rome. Il est ordonné prêtre du diocèse de Münster le 10 octobre 1965. Il obtient son doctorat à la Grégorienne en 1970 avec une thèse sur l'œuvre de John Henry Newman.
Ender entre ensuite au service diplomatique du Saint-Siège le 10 août 1970 et travaille jusqu'en 1990 dans les bureaux de la Secrétairerie d'État.
Le 15 mars 1990, le pape Jean-Paul II le nomme archevêque titulaire de Germania-en-Numidie (de) et lui confie deux missions diplomatiques : pro-Nonce apostolique au Soudan (en) et délégué apostolique auprès de la région de la mer Rouge. Le 5 avril, il reçoit du pape sa consécration épiscopale. Le 26 mars 1992, son titre passe de délégué à la région de la mer Rouge à délégué à la Somalie (en). Au Soudan en 1996, il accuse le gouvernement d'avoir torturé un prêtre pour lui extorquer de faux aveux de planification de sabotage anti-gouvernemental.
Le 9 juillet 1997, Jean-Paul II le nomme nonce apostolique dans les États baltes : Lituanie (en), Lettonie (en), et Estonie (en). Un mois plus tard, le 9 août, il se voit confier la responsabilité supplémentaire d'administrateur apostolique de l'Estonie.
Le 19 mai 2001, il est nommé nonce apostolique en République tchèque
Le 25 novembre 2003, il est nommé nonce apostolique auprès de la République fédérale d'Allemagne
Le 15 octobre 2007, Benoît XVI accepte la démission d'Ender en tant que nonce apostolique en Allemagne et nomme Jean-Claude Périsset comme son successeur.
Le pape Benoît le nomme membre de la Congrégation pour l'évangélisation des peuples le 9 mai 2009. En 2011, il dirige la délégation du Saint-Siège à une conférence parrainée par les Nations Unies à Moscou sur la discrimination et la persécution des chrétiens.
Il meurt le 19 janvier 2022.

## Succession apostolique
Erwin Josef Ender a ordonné les évêques suivants :
- Évêque Rudolf Deng Majak (de) (1996)
- Évêque Antonio Menegazzo (de), M.C.C.I. (1996)
- Évêque Vilhelms Lapelis (de), O.P. (2000)
- Évêque Jonas Kauneckas (de) (2000)